# Rhaphoxya systremma
Rhaphoxya systremma är en svampdjursart som beskrevs av Hooper och Claude Lévi 1993. Rhaphoxya systremma ingår i släktet Rhaphoxya och familjen Dictyonellidae.
Artens utbredningsområde är havet kring Nya Kaledonien. Inga underarter finns listade i Catalogue of Life.